# 大石良欽
大石 良欽（おおいし よしたか、元和4年（1618年） - 延宝5年1月26日（1677年2月27日））は、江戸時代前期の赤穂藩浅野家の筆頭家老。通称は内蔵助（くらのすけ）。
赤穂浅野家筆頭家老の大石良勝の嫡男として誕生。母は大石良定の娘。
慶安3年（1650年）8月、父良勝の死去により1500石の家督と家老職を相続。
妻に水戸藩士鳥居忠勝（鳥居元忠の四男）の娘を迎え、その間に大石良昭（嫡男・大石家の跡継ぎ）、小山良速（次男・広島藩浅野家家臣）、小山良師（三男・赤穂藩足軽頭300石）、ちょう（長女・赤穂藩重臣近藤正憲の妻）、大石良次（四男・高松藩松平家家臣）、つう（次女・進藤俊式の妻）、千代松（三女・広島藩士進藤吉大夫妻）の7人の子を儲けた。延宝元年（1673年）に長男良昭が死去したため、良昭の長男である孫の良雄を養嗣子に迎えた。
延宝5年（1677年）1月26日に死去。享年60。赤穂花岳寺に葬られた。清巌院殿龍山宗雲居士。大石家の家督と浅野家家老職は、大石良雄が継いだ。